# Niepart (przystanek kolejowy)
Niepart – nieczynny kolejowy przystanek osobowy na linii nr 366 w Nieparcie, w województwie wielkopolskim, w Polsce.